# 7021 Tomiokamachi
7021 Tomiokamachi este un asteroid din centura principală de asteroizi.

## Descriere
7021 Tomiokamachi este un asteroid din centura principală de asteroizi. A fost descoperit pe 6 mai 1992 la Dynic de Atsushi Sugie. Asteroidul prezintă o orbită caracterizată de o semiaxă mare de 2,59 ua, o excentricitate de 0,17 și o înclinație de 13,5° în raport cu ecliptica.